# 493-as főút (Magyarország)
A 493-as főút egy közel 20 kilométeres hosszúságú, három számjegyű főút Szabolcs-Szatmár-Bereg vármegye területén; Baktalórántházát és Nyírbátort köti össze.

## Nyomvonala
Baktalórántháza lakott területétől néhány száz méterre nyugatra ágazik ki a 41-es főútból, annak nagyjából a 27+200-as kilométerszelvényénél, dél felé; ugyanott ágazik ki az ellenkező irányban a 4105-ös út. Lakott helyeket a városban nem is érint, 2,5 kilométer után elhalad Baktalórántháza, Besenyőd ás Ófehértó hármashatára mellett, majd ez utóbbi község határai közt folytatódik.
5,7 kilométer után szintben keresztezi a Nyíregyháza–Vásárosnamény-vasútvonal vágányait, rögtön utána kiágazik belőle keletnek a 49 323-as számú mellékút, Ófehértó vasútállomás kiszolgálására, innentől pedig már lakott területen húzódik, Szent István utca néven. 6,2 kilométer után kiágazik belőle keletnek a 49 156-os számú mellékút, mely 	a Ligettanya nevű különálló településrészre vezet; kevéssel ezután pedig nevet vált és Alkotmány utca néven folytatódik. A központ déli részén, 7,2 kilométer után beletorkollik délnyugat felől a 4927-es út, onnantól a lakott terület déli széléig már Bátori út a neve. 8,3 kilométer után hagyja el a település utolsó házait, a határai közül pedig 10,5 kilométer után lép ki; előtte azonban még különszintű csomóponttal keresztezi az M3-as autópálya nyomvonalát, amely ott kevéssel a 254. kilométere előtt jár.
Nyírgyulaj határai közt folytatódik, a község első házait 13,3 kilométer után éri el, ahol egy darabig Ófehértói út, majd Mártírok útja a települési neve. A központtól délre itt is a Bátori utca nevet viseli, így is lép ki a belterületről, 14,5 kilométer után. Valamivel kevesebb, mint 16,5 kilométer után lép az előbbi utcanév névadója, Nyírbátor területére, a lakott terület északi szélét 18,8 kilométer után éri el, a Gyulaji utca nevet felvéve. 19,4 kilométer után szintben keresztezi a Nyíregyháza–Mátészalka–Zajta-vasútvonal vágányait, és röviddel ezután véget is ér, beletorkollva a 471-es főút 51+600-as kilométerszelvénye közelében lévő körforgalmú csomópontba. Ugyanebben a körforgalomban ér véget a Nyíregyházától idáig húzódó 4911-es út is.
Teljes hossza, az országos közutak térképes nyilvántartását szolgáló kira.kozut.hu adatbázisa szerint 19,877 kilométer.

## Története
2019-ig a 4105-ös út része volt, abban az évben kapott főúti besorolást és önálló útszámot.

## Települések az út mentén
- Baktalórántháza
- (Besenyőd)
- Ófehértó
- Nyírgyulaj
- Nyírbátor